# Disco Band
«Disco Band» — сингл итальянской итало-диско-группы Scotch с дебютного альбома Evolution, вышедший в 1984 году и ставший визитной карточкой группы в Германии, Италии, Швейцарии, России и других странах.
В 2003 году при участии Disco DJ сингл был переиздан под названием «Disco Band 2003».
В 2004 году группа выступила с песней на «Дискотеке 80-х».

## Список композиций
| №  | Название                    | Длительность              |
| -- | --------------------------- | ------------------------- |
| 1. | «Disco Band» (vocal)        | 4:00 / 3:30 / 4:06 / 3:55 |
| 2. | «Disco Band» (instrumental) | 4:00 / 4:20 / 3:50        |

| №  | Название                    | Длительность |
| -- | --------------------------- | ------------ |
| 1. | «Disco Band» (vocal)        | ?            |
| 2. | «Disco Band» (instrumental) | ?            |

| №  | Название                    | Длительность                   |
| -- | --------------------------- | ------------------------------ |
| 1. | «Disco Band» (vocal)        | 5:30 / 5:07 / 5:50 (1993 Edit) |
| 2. | «Disco Band» (instrumental) | 6:00 / 5:20 / 5:50 (1993 Edit) |

| №  | Название                             | Длительность |
| -- | ------------------------------------ | ------------ |
| 1. | «Disco Band 2003» (radio edit)       | 3:33         |
| 2. | «Disco Band 2003» (extended version) | 6:13         |
| 3. | «Disco Band 2003» (club mix)         | 5:24         |
| 4. | «Disco Band 2003» (original version) | 5:25         |

## Чарты
| Страна    | Чарт                 | Позиция |
| --------- | -------------------- | ------- |
| Австрия   | Ö3 Austria Top 40    | 1       |
| Германия  | Media Control Charts | 3       |
| Швейцария | Schweizer Hitparade  | 4       |
| Швеция    | Sverigetopplistan    | 20      |

## В записи участвовали
- Vince Lancini — вокал;
- Margutti Fabio — синтезатор, синт.бас;
- Luciano — ударные;
- Walter Verdi, Zambelli Davide — аранжировка[5].

## Дополнительные факты
- Сингл стал основой для композиции немецкой группы Scooter «Lass Uns Tanzen»[6];
- Александр Пушной в 2018 году записал свой кавер на песню[7].